# Thapsia
Thapsia L., 1753 è un genere di piante angiosperme della famiglia delle Apiacee, diffuso nel bacino del Mediterraneo.

## Tassonomia
Il genere comprende le seguenti specie:
- Thapsia asclepium L.
- Thapsia cinerea A.Pujadas
- Thapsia eliasii (Sennen & Pau) Wojew., Banasiak, Reduron & Spalik
- Thapsia foetida L.
- Thapsia garganica L.
- Thapsia gummifera (Desf.) Spreng.
- Thapsia gymnesica  Rosselló & A.Pujadas
- Thapsia maxima Mill.
- Thapsia meoides (Desf.) Guss.
- Thapsia minor  Hoffmanns. & Link
- Thapsia nestleri (Soy.-Will.) Wojew., Banasiak, Reduron & Spalik
- Thapsia nitida Lacaita
- Thapsia pelagica Brullo, Guglielmo, Pasta, Pavone & Salmeri
- Thapsia platycarpa Pomel
- Thapsia scabra (Cav.) Simonsen, Rønsted, Weitzel & Spalik
- Thapsia smittii Simonsen, Rønsted, Weitzel & Spalik
- Thapsia tenuifolia Lag.
- Thapsia thapsioides (Desf.) Simonsen, Rønsted, Weitzel & Spalik
- Thapsia transtagana Brot.
- Thapsia villosa L.